# Нарцис Јерусалимски
Свети Нарцис Јерусалимски или Наркис Јерусалимски (99.-216.) је ранохришћански светитељ и епископ града Јерусалима из 2. века. 
Нарцис је рођен 99. године. Верује се да је био најмање 80 година стар када је изабран за тридесетог епископа града Јерусалима. Јерусалим је у његово време био уништен од стране Римљана, па му је седиште било у римском граду саграђеном на његовим рушевинама Аелиа Капитолина.
195. године, Свети Нарцис, је учествовао на Сабору у Кесарији Палстинској, на челу са епископом Кесаријијским Теофитом, на коме је одлучено да се Ускрс прославља увек у недељу, а не заједно са јеврејском пасхом. Према Јевсевију, свети владика чинио многа чуда. Једно од чуда о којем Јевсевије сведочи, десило током ускршњих празника када је свети Нарцис претворио воду у уље, када је ово понестало за кандила у цркви.
Био је прогнан више пута од стране непријатеља црква. Три епископа су управљали епархијом јерусалимском у његовом одсуству. По повратку у Јерусалим, народ је тражио на место епископа. Он је прихватио, али је тражио да због његове дубоке старости, као викарни епископ са њим управља епархијом и свети Александар Јерусалимски. 
Свети Нарцис је умро за време молитве на коленима у својој 117-тој години.
Православна црква прославља светог Нарциса 7. августа по јулијанском календару.